# Campionati del mondo di mountain bike 2005
I Campionati del mondo di mountain bike 2005 (en.: 2005 UCI Mountain Bike & Trials World Championships), sedicesima edizione della competizione, furono disputati a Livigno, in Italia, tra il 28 agosto e il 4 settembre.

## Eventi
Si gareggiò nelle tre discipline della mountain bike, cross country, downhill e four-cross e nel trial.

## Medagliere
Medagliere finale
| Pos.   | Nazione       | Oro | Argento | Bronzo | Totale |
| ------ | ------------- | --- | ------- | ------ | ------ |
| 1      | Francia       | 3   | 2       | 3      | 8      |
| 2      | Stati Uniti   | 2   | 1       | 1      | 4      |
| 3      | Australia     | 1   | 2       | 1      | 4      |
| 4      | Regno Unito   | 1   | 1       | 0      | 2      |
| 5      | Spagna        | 1   | 0       | 1      | 2      |
| 6      | Rep. Ceca     | 1   | 0       | 0      | 1      |
| 6      | Norvegia      | 1   | 0       | 0      | 1      |
| 6      | Austria       | 1   | 0       | 0      | 1      |
| 6      | Russia        | 1   | 0       | 0      | 1      |
| 10     | Svizzera      | 0   | 2       | 2      | 4      |
| 11     | Polonia       | 0   | 1       | 0      | 1      |
| 11     | Germania      | 0   | 1       | 0      | 1      |
| 11     | Italia        | 0   | 1       | 0      | 1      |
| 11     | Nuova Zelanda | 0   | 1       | 0      | 1      |
| 15     | Belgio        | 0   | 0       | 1      | 1      |
| 15     | Slovenia      | 0   | 0       | 1      | 1      |
| 15     | Sudafrica     | 0   | 0       | 1      | 1      |
| 15     | Canada        | 0   | 0       | 1      | 1      |
| Totale | Totale        | 12  | 12      | 12     | 36     |

## Sommario degli eventi
| Eventi                       | Oro                                     | Tempo                     | Argento                               | Tempo   | Bronzo                                       | Tempo   |
| Cross country                |                                         |                           |                                       |         |                                              |         |
| Uomini Elite dettagli        | Julien Absalon Francia                  | 2h07'34" Media 20,22 km/h | Christoph Sauser Svizzera             | a 18"   | José Antonio Hermida Spagna                  | a 54"   |
| Uomini Under-23 dettagli     | Jurij Trofimov Russia                   | 2h17'30" Media 18,76 km/h | Lukas Flückiger Svizzera              | a 1"    | Nino Schurter Svizzera                       | a 1'55" |
| Uomini Junior dettagli       | Robert Gehbauer Austria                 | 1h38'45" Media 18,32 km/h | Olivier Sarrazin Francia              | a 3'11" | Tim Wijnants Belgio                          | a 3'15" |
| Donne Elite dettagli         | Gunn-Rita Dahle Norvegia                | 1h47'19" Media 17,02 km/h | Maja Włoszczowska Polonia             | a 2'09" | Petra Henzi Svizzera                         | a 3'07" |
| Donne Junior dettagli        | Tereza Hurikova Rep. Ceca               | 1h13'14" Media 14,42 km/h | Hanna Klein Germania                  | a 1'03" | Tanja Žakelj Slovenia                        | a 2'18" |
| Team relay                   |                                         |                           |                                       |         |                                              |         |
| Staffetta a squadre dettagli | Spagna Ruzafa, Aviles, Gamonal, Hermida | 1h26'02"                  | Italia Longo, Bui, Lechner, Schweiggl | a 19"   | Francia Vuillermoz, Tempier, Hansen, Ravanel | a 30"   |
| Downhill                     |                                         |                           |                                       |         |                                              |         |
| Uomini Elite dettagli        | Fabien Barel Francia                    | 3'54"77 Media 43,70 km/h  | Samuel Hill Australia                 | a 0"77  | Greg Minnaar Sudafrica                       | a 3"02  |
| Uomini Junior dettagli       | Amiel Cavalier Australia                | 4'05"79 Media 41,74 km/h  | Brendan Feirclough Regno Unito        | a 1"36  | Liam Panozzo Australia                       | a 5"54  |
| Donne Elite dettagli         | Anne-Caroline Chausson Francia          | 4'27"34 Media 38,38 km/h  | Sabrina Jonnier Francia               | a 0"37  | Emmeline Ragot Francia                       | a 4"17  |
| Donne Junior dettagli        | Rachel Atherton Regno Unito             | 4'37"67 Media 36,69 km/h  | Scarlett Hagen Nuova Zelanda          | a 9"36  | Micayla Gatto Canada                         | a 31"60 |
| Four-cross                   |                                         |                           |                                       |         |                                              |         |
| Uomini dettagli              | Brian Lopes Stati Uniti                 |                           | Jared Graves Australia                |         | Mickael Deldycke Francia                     |         |
| Donne dettagli               | Jill Kintner Stati Uniti                |                           | Katrina Miller Stati Uniti            |         | Tara Llanes Stati Uniti                      |         |

| Eventi                     | Oro                                              | Penalità | Argento                            | Penalità | Bronzo                                              | Penalità |
| Trials                     |                                                  |          |                                    |          |                                                     |          |
| Uomini Elite 26" dettagli  | Kenny Belaey Belgio                              | 4        | Vincent Hermance Francia           | 6        | Benito Ros Belgio                                   | 7        |
| Uomini Elite 20" dettagli  | Benito Ros Spagna                                | 1        | Marco Hösel Germania               | 8        | Juan De La Peña Spagna                              | 17       |
| Uomini Junior 26" dettagli | Ben Slinger Regno Unito                          | 2        | Ben Savage Regno Unito             | 8        | Wesley Belaey Belgio                                | 8        |
| Uomini Junior 20" dettagli | Ben Slinger Regno Unito                          | 12       | Karol Serwin Polonia               | 12       | Marco Thomä Germania                                | 16       |
| Donne dettagli             | Karin Moor Svizzera                              | 18       | Ann-Christin Bettenhausen Germania | 23       | Mireia Abant Spagna                                 | 37       |
| Squadre dettagli           | Francia Tournier, Dunan, Pesenti, Hermance, Remy | 357,9    | Spagna Ros, Barriuso, Abant, Comas | 347      | Germania Hösel, Thomä, Bettenhausen, Brandt, Schrom | 344      |